# Vânătoarea lui Octombrie Roșu
Vânătoarea lui Octombrie Roșu (titlu original: The Hunt for Red October) este un film american  thriller de spionaj cu submarine din 1990 regizat de John McTiernan după un scenariu de Larry Ferguson și Donald E. Stewart bazat pe un roman omonim din 1984 al lui Tom Clancy. Rolurile principale au fost interpretate de actorii Sean Connery, Alec Baldwin, Scott Glenn, James Earl Jones și Sam Neill.

## Prezentare
În 1984, Marko Ramius este comandantul celui mai nou submarin strategic sovietic numit Octombrie Roșu, echipat cu un sistem experimental de propulsie cu zgomot redus. La începutul filmului, Ramius duce submarinul pe mare pentru exerciții cu alte nave ale Flotei de Nord. Dar comandantul are alte planuri - de a conduce submarinul la țărmul Statelor Unite și de a se preda americanilor.
Singura persoană de la bord care știe despre planurile comandamentului este comisarul politic Ivan Putin. El este periculos, iar Ramius este forțat să-l omoare. După aceea, Ramius înlocuiește ordinele comandamentului și le citește echipajului (numai ofițerii știu despre planurile sale adevărate). Dr. Petrov insistă asupra unei reveniri imediate la bază, deoarece fără un comisar politic este imposibil să continue misiunea mai departe, dar Ramius insistă pe cont propriu, fără a dezvălui planurile sale medicului. Apoi îi informează pe ofițeri că a raportat totul într-o scrisoare către comandă și nu există cale de întoarcere.

## Distribuție
- Sean Connery - Căpitanul de rangul I Marko Ramius, Ofițerul comandant de pe Octombrie Roșu
- Alec Baldwin - Jack Ryan, analist de informații CIA , autor, profesor de istorie navală la Academia Navală a Statelor Unite
- Joss Ackland - Andrei Lysenko, Ambasador sovietic în Statele Unite
- Tim Curry - Dr. Petrov, Ofițer medical pe Octombrie Roșu
- Peter Firth - Ivan Putin, comisar politic pe Octombrie Roșu
- Scott Glenn - Commander Bart Mancuso, USN, Commanding Officer of USS Dallas⁠(en)[traduceți]
- James Earl Jones - Vice Admiral James Greer, USN, Deputy Director of the CIA
- Jeffrey Jones - Skip Tyler, a former submarine commander who identifies Red October's propulsion system
- Richard Jordan - Jeffrey Pelt, National Security Advisor
- Sam Neill - Captain 2nd rank Vasily Borodin, Executive Officer of Red October
- Stellan Skarsgård - Captain 2nd rank Viktor Tupolev, Commanding Officer of Konovalov and Ramius's former student
- Fred Thompson - Rear Admiral Joshua Painter, USN, Commander of the Enterprise carrier battle group
- Courtney B. Vance - Petty Officer Jones, Sonar operator of USS Dallas
- Tomas Arana - Loginov, a GRU agent on Red October
- Timothy Carhart - Lt. Commander Bill Steiner, USN, officer in charge of the US Navy's deep-submergence rescue vehicle Mystic
- Daniel Davis - Captain Charlie Davenport, Commanding Officer of USS Enterprise⁠(en)[traduceți]
- Anatoly Davydov - Officer #1, Red October
- Rick Ducommun - C-2A Navigator
- Larry Ferguson -  Master Chief Petty Officer Watson, USN, Chief of the boat, USS Dallas
- Ronald Guttman - Lt. Melekhin, Chief Engineer of Red October
- Christopher Janczar - Yevgeni Bonovia, Executive Officer of Konovalov
- Anthony Peck - Lt. Commander Thompson, Executive Officer of USS Dallas
- Ned Vaughn - Seaman Beaumont, a junior Sonar operator on USS Dallas
- Gates McFadden - Caroline/Cathy Ryan, Jack's wife
- Peter Jason - USS Reuben James Commanding Officer (Uncredited)